# Delphinbrunnen (München)

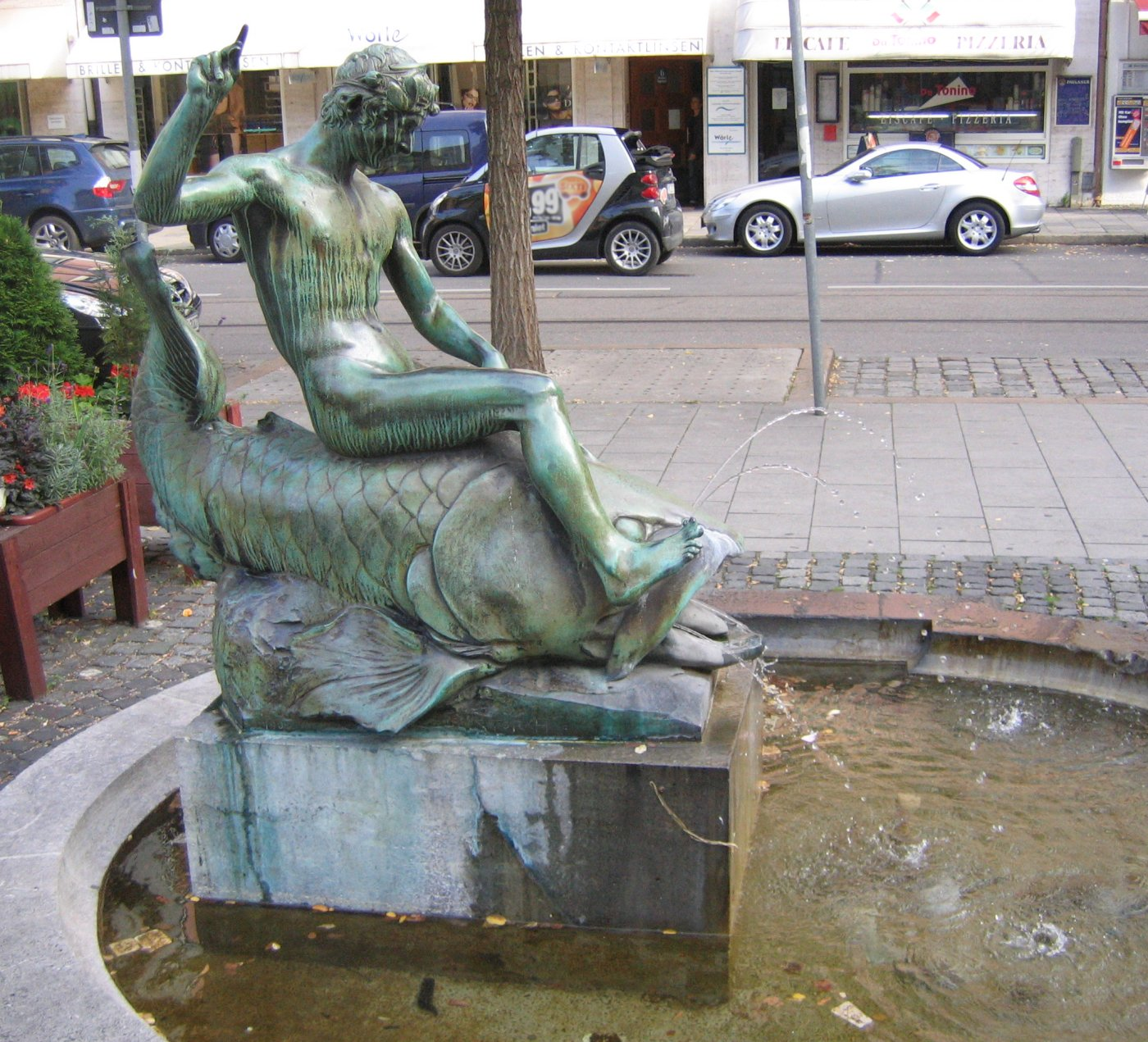
Delphinbrunnen

Der Delphinbrunnen (auch Bacchant auf Delphin genannt) ist eine kleine Brunnenanlage im Münchener Stadtbezirk Maxvorstadt. Er wurde 1902 auf einem Platz an der Dachauer Straße Ecke Augustenstraße errichtet. Geschaffen wurde der Brunnen von dem Thüringer Bildhauer Arthur Storch.
Der Brunnen besteht aus einem ovalen Becken. Darin auf einem Steinquader eine Bronzeplastik, die einen Bacchanten zeigt, der auf einem wasserspeienden Delphin reitet.